# Bastiaan Schelling
Bastiaan Schelling (Numansdorp, 25 oktober 1851 – Rijswijk, 7 januari 1933), meestal aangeduid met B. Schelling Az., was een Nederlands architect die voornamelijk in Delft actief was.

## Overzicht van werken
| Naam object                                              | Adres                     | Bouwjaar | Afbeelding |
| -------------------------------------------------------- | ------------------------- | -------- | ---------- |
| Villa Vrijenban                                          | Nieuwe Plantage 58, Delft | 1877     |            |
| Voormalige Lijm- en Gelatinefabriek Delft (oudere delen) | Rotterdamseweg 270, Delft | 1885     |            |
| Gemeenschapshuis Agnetapark                              | Zocherweg 2, Delft        | 1892     |            |
| Pakhuis                                                  | Scheepmakerij 11, Delft   | 1899     |            |
| Hoofdkantoor Gistfabriek                                 | Wateringseweg 1, Delft    | 1906     |            |
| Gortpellerij                                             | Oostzijde, Zaandam        | 1913     |            |